# Peter Drews
Peter Drews (* 13. Januar 1946 in Wuppertal) ist ein deutscher Slawist. Er war Professor am Slawischen Seminar der Albert-Ludwigs-Universität Freiburg.

## Leben und Wirken
Peter Drews wurde als Sohn von Walter Drews und seiner Frau Marianne, geb. Schöne, in Wuppertal geboren. Nach dem Abitur am Staatlich-Naturwissenschaftlichen Gymnasium Bayreutherstraße im Februar 1965 schrieb sich Drews für die Fächer Geschichte und Slawistik an der Universität zu Köln ein, absolvierte zunächst jedoch den zweijährigen Grundwehrdienst bei der Bundeswehr. Seit Oktober 1967 studierte er schließlich Slawistik und Geschichte an der Albert-Ludwigs-Universität Freiburg und an der Karls-Universität in Prag (unter anderem bei Wilhelm Lettenbauer, Kaspar Elm, Gottfried Schramm und Antonin Mestan). Im Februar 1973 legte er in Freiburg mit einer strukturanalytischen Arbeit über Die Poesie Vítězslav Nezvals und Jaroslav Seiferts in der Zeit des Poetismus bei Antonin Mestan das Magisterexamen in Bohemistik, Russistik und Osteuropäischer Geschichte ab. Im Januar 1975 wurde er mit einer von Wilhelm Lettenbauer betreuten Arbeit über Die künstlerische Theorie und Praxis der tschechischen literarischen Avantgarde am Beispiel Vitězslav Nezvals, Jaroslav Seiferts und Jiři Wolkers zum Dr. phil. promoviert. 1980 erfolgte ebenfalls in Freiburg in Habilitation mit einer Arbeit über Die Programme der russischen, polnischen und tschechischen literarischen Avantgarde. Seit 1988 war Drews außerplanmäßiger Professor für Slawistik an der Universität Freiburg.

## Schriften (Auswahl)
- Die Poesie Vítězslav Nezvals und Jaroslav Seiferts in der Zeit des Poetismus. Versuch einer Strukturanalyse. (Freiburg (Breisgau), Univ., Mag.-Arb., 1973).
- Devětsil und Poetismus. Künstlerische Theorie und Praxis der tschechischen literarischen Avantgarde am Beispiel Vitězslav Nezvals, Jaroslav Seiferts und Jiři Wolkers. Sagner, München 1975, ISBN 3-87690-101-4 (Zugl.: Freiburg (Breisgau), Univ., Diss., 1975).
- Die slawische Avantgarde und der Westen. Die Programme der russischen, polnischen und tschechischen literarischen Avantgarde und ihr europäischer Kontext. Fink, München 1983, ISBN 3-7705-2168-4 (Zugl.: Freiburg (Breisgau), Univ., Habil.-Schr., 1980).
- Herder und die Slaven. Materialien zur Wirkungsgeschichte bis zur Mitte des 19. Jahrhunderts. Sagner, München 1990, ISBN 3-87690-483-8.
- Deutsch-slavische Literaturbeziehungen im 18. Jahrhundert. Sagner, München 1996, ISBN 3-87690-642-3.
- Deutsch-polnische Literaturbeziehungen 1800–1850. Sagner, München 2000, ISBN 3-87690-776-4.